# Lake Maitland
Lake Maitland är en sjö i Australien. Den ligger i delstaten Western Australia, omkring 730 kilometer nordost om delstatshuvudstaden Perth. Lake Maitland ligger 471 meter över havet.
Omgivningarna runt Lake Maitland är i huvudsak ett öppet busklandskap. Trakten runt Lake Maitland är nära nog obefolkad, med mindre än två invånare per kvadratkilometer. Genomsnittlig årsnederbörd är 338 millimeter. Den regnigaste månaden är januari, med i genomsnitt 83 mm nederbörd, och den torraste är augusti, med 1 mm nederbörd.